# Gheorghe Burada
Gheorghe Burada (n. 2 august 1831, Iași - d. 25 martie 1870, Iași) a fost un muzician român, dirijor de cor, compozitor și profesor de teorie-solfegii.
Gheorghe Burada se trage dintr-o veche familie de cărturari din părțile Odobeștilor, care s-a ridicat spre ranguri de boierie. Tatăl său, Tudorachi Burada, ajunsese la rangul boieresc de vornic iar pe plan politic a ajuns la funcția de Ministru de Interne. Mama sa, Maria, era o femeie cultă. 
Gheorghe Burada a studiat vioara în casa părintească. S-a perfecționat apoi în străinătate, cu diferiți profesori particulari la Paris, Viena și Dresda. Deși s-a specializat în studiul viorii, s-a afirmat ca dirijor de cor.
În 1854, pe timpul domniei lui Gheorghe Bibescu, Gheorghe Burada a înființat un cor religios, care cânta în limba română, dând primele răspunsuri la Sfânta Liturghie pe 23 aprilie 1854, în Biserica „Sfinții Atanasie și Chiril“ din Iași. În 1860, Gheorghe Burada a organizat și un curs de muzică vocală armonizată, la școala Mănăstirii „Sfinții Trei Ierarhi“, continuând conducerea corului său, care, până în 1863, a cântat alternativ la bisericile din Iași, făcând repetiții în casele de pe strada Sărăriei ale tatălui dirijorului, Tudorachi Burada,
iar în 1864 a organizat corul de la Mitropolia Moldovei și Sucevei.
Gheorghe Burada a profesat și ca șef de orchestră la Teatrul cel Mare din Copou, făcând și aranjamente muzicale pentru o serie de piese din repertoriul teatrului.
A funcționat timp de aproape un deceniu ca profesor la conservatorul de Muzică și Declamațiune din Iași, pentru elevii căruia a scris în 1860 un manual, Principii elementare de muzică.
A compus o serie de lucrări, între care Uvertura națională, în 1852, un imn, în 1855, piese de salon, potpuriuri naționale, liturghii etc. 